# Tonsille palatine
Les tonsilles palatines (selon la nomenclature moderne), ou amygdales palatines (latin : tonsilla palatina), sont les tonsilles qui peuvent être observées à droite et à gauche du fond de la gorge chez l'être humain et la plupart des mammifères. Le mot viendrait du latin tonsillae, amygdales, et aussi de tusillae, diminutif, d'après Festus, de toles, ou tolae, amygdales, qu'Isidore dit être un mot gaulois.

## Localisation

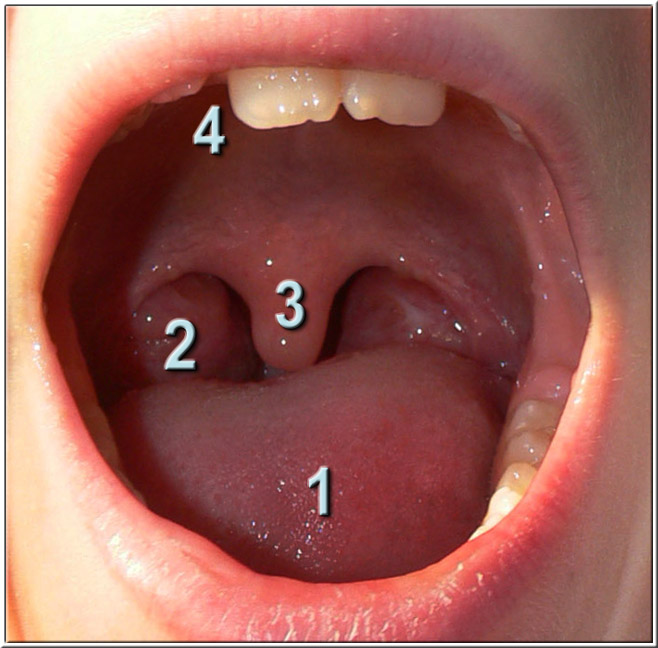
1. Langue - 2. Tonsilles palatines - 3. Uvule palatine (anciennement luette) - 4. Palais dur (ou « voûte palatine »)

Les tonsilles palatines sont placées à l'intérieur de la cavité buccale, des deux côtés de la niche (fosse tonsillaire) située entre les piliers antérieur (arc palatoglossal, qui la masque en partie) et postérieur (arc palatopharyngeal) du palais dur (anciennement voûte palatine). Elles sont situées sur le substrat tonsillaire, entre les deux piliers, recouverts de muqueuses, sur les côtés latéraux de la cavité. Elles font partie des tissus lymphoïdes associés aux muqueuses (MALT), situés à l'entrée des voies respiratoires supérieures et du tractus gastro-intestinal, qui protègent le corps contre l'entrée de matériel exogène à travers les muqueuses. Cet anneau de Waldeyer (latin : annulus lymphaticus Waldeyer) comprend la tonsille nasopharyngeale, ou végétations adénoïdes (NT), la paire de tonsilles tubaires (TT), la paire de tonsilles palatines (PT) et la tonsille linguale (LT).

## Structure
Chaque tonsille palatine a la forme d’un ovoïde aplati, à grand axe oblique en bas, en arrière et en dedans. Son volume est très variable. Elle a de 13  à   18 mm de haut, 1 centimètre de large et 1,5 centimètre d’épaisseur.
Les tonsilles palatines sont composées, sur un à deux centimètres d'épaisseur, de tissu lymphatique. Du côté du pharynx, elles sont recouvertes d'un épithélium pavimenteux stratifié, alors qu'une capsule fibreuse, la coque tonsillaire, les relie à la paroi du pharynx (fascia pharyngo-basilaire). Cette capsule est traversée par des trabécules, qui contiennent de petits vaisseaux sanguins, des nerfs et des vaisseaux lymphatiques. Ces trabécules divisent la tonsille en lobules.
Selon l’étendue de son adhérence, la tonsille palatine apparaît pédiculée, semi-enchatonnée par l’arc palatoglossal ou sessile. Son pôle supérieur est séparé de l’angle d’union des deux arcs par la fosse supra-tonsillaire, où débouche parfois une fistule congénitale latérale du cou. Sa face latérale, lorsque la tonsille palatine est pédiculée, n’adhère au fascia pharyngobasilaire que par sa partie inférieure. En haut, existe donc, entre tonsille palatine et paroi pharyngée, un récessus, prolongement de la fosse supra-tonsillaire, dit fosse rétro-tonsillaire, et qui est le siège habituel des phlegmons para-tonsillaires. Le bord antérieur adhère, dans sa partie inférieure, à l’arc palatoglossal et cette adhérence est formée par un pli muqueux qui, de l’arc palatoglossal, rejoint la tonsille palatine : le pli triangulaire. Le pôle inférieur reste toujours à une certaine distance du bord latéral de la langue.
La paroi pharyngée de la tonsille palatine est formée, de l'intérieur vers l'extérieur, par la partie glosso-tonsillaire du muscle constricteur supérieur du pharynx, le fascia pharyngo-basilaire, le muscle constricteur supérieur (parties bucco-pharyngée et glosso-pharyngée), le fascia péri-pharyngien et les fibres courtes, antérieures du muscle stylo-pharyngien,.

### Cryptes
La surface de la face médiale des tonsilles palatines est creusée des dépressions en forme de fentes, profondes et en partie ramifiées, appelées cryptes, qui s'étendent en profondeur dans les tonsilles palatines et leur donnent leur aspect irrégulier. Il y a environ de dix à trente cryptes, qui fournissent une grande surface de contact entre les influences de l'environnement et les tissus lymphoïdes. Chez l'adulte, l'aire moyenne de la surface épithéliale des cryptes est évaluée à 295 cm2[réf. souhaitée], à laquelle s'ajoutent les 45 cm2 de l'épithélium qui couvre la surface oropharyngée. Les tonsilles palatines contiennent quatre compartiments lymphoïdes, qui influent sur les fonctions immunitaires, à savoir : l'épithélium réticulaire des cryptes, la région extrafolliculaire, les zones du manteau des follicules lymphoïdes et les centres folliculaires germinaux. Chez l'homme, la première région des tonsilles palatines exposée à l'environnement extérieur est l'épithélium des tonsilles.
Les cryptes s'étendent à travers toute l'épaisseur de la tonsille palatine, atteignant presque son hémicapsule. Dans les tonsilles palatines  saines, les ouvertures des cryptes sont comme des fissures, et les parois de la lumen sont en apposition. Une reconstruction informatisée tridimensionnelle du système des cryptes de la tonsille palatine a montré, dans le centre de celle-ci, un empilement serré de cryptes ramifiées, reliées les unes aux autres, tandis qu'à la périphérie, il y a un arrangement assez simple de cryptes peu nombreuses. Le système des cryptes n'est pas seulement un groupe d'invaginations de l'épithélium des tonsilles palatines, mais un réseau très complexe de canaux, avec des types spéciaux d'épithélium et différentes structures qui entourent les canaux, telles que les vaisseaux sanguins et lymphatiques et les centres germinaux.
Des macrophages et d'autres globules blancs se concentrent ainsi dans les cryptes tonsillaires, en réponse à des micro-organismes attirés par les cryptes. En conséquence, les cryptes tonsillaires jouent le rôle de sentinelles avancées du système immunitaire, en permettant une exposition précoce des cellules du système immunitaire aux organismes infectieux, qui peuvent être introduits dans le corps par la nourriture ou d'autres matières ingérées.

### Vascularisation

#### Artères
L'approvisionnement en sang est fourni par quatre artères. La tonsille palatine est irriguée par l'intermédiaire de deux pédicules. Le pédicule supérieur contient l'artère tonsillaire supérieure, en communication avec l'artère pharyngienne ascendante, issue de l'artère carotide externe, et l'artère palatine mineure, ou artère polaire supérieure, issue de l'Arteria maxillaris via l'artère palatine descendante (latin : arteria palatina descendens, anciennement artère palatine supérieure). Le pédicule inférieur, le plus volumineux, abrite l'artère dorsale linguale (ou artère polaire inférieure) (latin : rami dorsales linguae), issue de l'artère linguale (latin : arteria lingualis), et l'artère tonsillaire inférieure, en communication avec l'artère palatine ascendante (latin : arteria palatina ascendens), issue de l'artère faciale (latin : arteria facialis).
Ces artères traversent le muscle constricteur supérieur, qui joue le rôle de sphincter. Elles se divisent au niveau de la capsule et s’anastomosent en un plexus intracapsulaire. Puis les artérioles suivent les travées conjonctives vers le centre de la tonsille, vers deux zones de condensation vasculaire, extracapsulaire (troncs artériels) et intracapsulaire (plexus artériolaires).

#### Veines

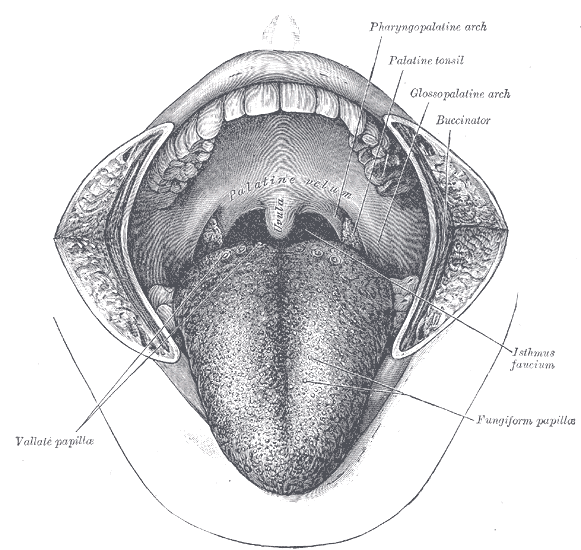
La cavité buccale. Les joues ont été fendues transversalement et la langue tirée vers l'avant.

Le drainage veineux se fait via le plexus péri-tonsillaire pharyngien (latin : plexus venosus pharyngeus) continu. Les veines polaires supérieures communiquent avec le sinus caverneux et le plexus ptérygoïdien, la veine du hile supérieur avec la jugulaire externe et les veines du hile principal et du pôle inférieur conduisent à la veine jugulaire interne,.

#### Vaisseaux lymphatiques
Les vaisseaux antéro-supérieurs possèdent des troncs obliques, en bas et en arrière, croisent la face profonde du muscle stylo-hyoïdien et du ventre postérieur, s’insinuent entre l’artère carotide externe, à sa jonction avec l’artère faciale, et le XIIe nerf crânien et aboutissent au groupe des nœuds jugulo-digastriques, situés sur la face externe de la jugulaire interne. Les vaisseaux antéro-inférieurs ont des troncs obliques, en bas et en arrière, croisent la carotide externe, à sa jonction avec l’artère linguale et aboutissent au groupe de nœuds situés sur la face externe de la jugulaire interne, au niveau du sinus carotidien. Enfin, les vaisseaux postérieurs, munis de troncs obliques, en haut et en arrière, aboutissent aux nœuds lymphatiques cervicaux profonds supérieurs, entre la carotide interne et le septum sagittal, au niveau du ganglion sympathique cervical supérieur.

### Innervation
L'innervation afférente des tonsilles palatines est faite par le plexus tonsillaire, qui reçoit des contributions à partir de fibres afférentes somatiques générales (GSA) de la division maxillaire du nerf trijumeau, par l'intermédiaire des nerfs palatins mineurs, et des fibres afférentes viscérales générales (GVA) des branches tonsillaires du glossopharyngien (IXe nerf crânien). Le nerf glossopharyngien continue au-delà de la tonsille palatine et innerve la langue, pour transporter la sensation du goût et du toucher. Ce nerf est le plus susceptible d'être endommagé au cours d'une tonsillectomie, ce qui conduit à réduire ou perdre les sensations générales et la sensation du goût sur le tiers postérieur de la langue.

## Rôle

Le système lymphatique.

Les tonsilles palatines sont des organes lymphoïdes jumelés, situés entre les parties antérieure et postérieure du palais dur et appartenant à l'anneau lymphatique pharyngien. Comme toutes les tonsilles, elles interviennent dans la défense contre les agents pathogènes.
Dans les cryptes s'accumulent, en petites quantités, des restes alimentaires ou cellulaires, qui sont colonisés par des bactéries. Du côté des tonsilles palatines viennent des leucocytes et des cellules épithéliales exfoliées. Ce mélange, appelé détritus, se rassemble dans les creux et maintient le contact immunitaire entre le corps et le monde extérieur. Par conséquent, les tonsilles palatines sont aussi parfois dénommés « blessures physiologiques ». Les cryptes sont vidées régulièrement, afin que de nouveaux déchets alimentaires y pénètrent, avec de nouvelles bactéries et « apprennent » aux globules blancs à reconnaître les nouvelles bactéries. Cette vidange est parfois visible sous la forme de caséum blanc.
L'excrétion de ce caséum est souvent confondue, par les profanes, avec une tonsillite. Les détritus seuls, sans autres symptômes tels que douleur, malaise ou fièvre, ne sont pas un signe d'infection, mais tout à fait normaux.
La plupart des experts médicaux reconnaissent que les tonsilles palatines, souvent, ne font pas bien leur travail. Dans de nombreux cas, elles deviennent plus un obstacle qu'une aide. Il se peut que les tonsilles palatines aient évolué dans un environnement où les humains n'étaient pas exposés à autant de germes que maintenant, où l'être humain vit dans des zones où les populations sont relativement importantes. Les preuves suggèrent que les personnes qui ont eu leurs tonsilles palatines ôtées ne sont pas plus susceptibles de souffrir d'infections bactériennes ou virales que les personnes ayant des tonsilles intactes.

### Immunité locale
Les cellules B tonsillaires (relatives à la tonsille palatine) peuvent mûrir pour produire chacune des cinq grandes classes d'immunoglobulines. En outre, lorsqu'elles sont incubées in vitro avec, soit des mitogènes, soit des antigènes spécifiques, elles produisent des anticorps spécifiques contre l'anatoxine diphtérique, le poliovirus, Streptococcus pneumoniae, Haemophilus influenzae, Staphylococcus aureus et le lipopolysaccharide d'Escherichia coli. La plupart des immunoglobulines A produites, in vitro, par les cellules B tonsillaires semble être des monomères 7S, bien qu'une proportion considérable peut être de l'IgA dimérique 10S.
Outre l'immunité humorale induite par les cellules B des tonsilles palatines et des adénoïdes, à la suite d'une stimulation antigénique, il y a une importante réponse des lymphocytes T dans les tonsilles palatines. Ainsi, l'infection naturelle ou l'immunisation intranasale par le vaccin contre le virus vivant atténué de la rubéole produit des lymphocytes tonsillaires beaucoup mieux que la vaccination sous-cutanée. De même, l'infection naturelle par le virus varicelle-zona stimule les lymphocytes tonsillaires mieux que les lymphocytes du sang périphérique.
Ainsi, il est évident que les tonsilles palatines ont un rôle important à jouer dans la défense de l'hôte contre les infections bactériennes et virales et le succès de l'immunité mucosale régionale induite par les vaccins intranasaux repose très probablement sur ces tissus immunocompétents de l'oropharynx (partie orale du pharynx) et du nasopharynx.
Au total, donc, plusieurs éléments de preuve directs et indirects indiquent que les tonsilles palatines sont continuellement engagées dans les réponses immunitaires locales à des micro-organismes. Si les lymphocytes tonsillaires sont submergés par cette stimulation permanente, ils peuvent être incapables de répondre à d'autres antigènes. La réponse immunitaire, en particulier dans les tonsillites récurrentes, peut alors être compromise. Lorsque cette déficience immunologique se produit, la tonsille palatine n'est plus en mesure de fonctionner correctement, dans la protection locale, et ne peut pas renforcer de façon appropriée le système immunitaire sécrétoire de la partie supérieure du tractus respiratoire.

### Action des cytokines

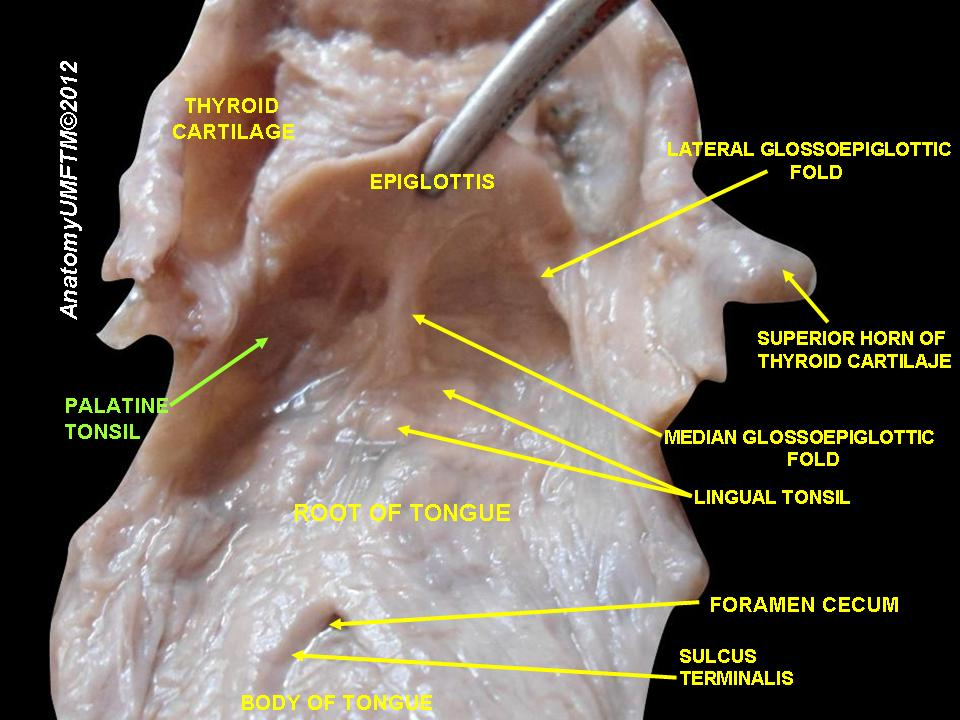
Tonsille palatine.

Les cytokines sont des protéines ou glycoprotéines humorales immunomodulatrices, qui contrôlent ou modulent l'activité des cellules cibles, par le biais d'une activation de gènes, conduisant à la division mitotique, la croissance et la différenciation, la migration ou l'apoptose. Elles sont produites par un large éventail de types de cellules, lors de stimulus antigène- et non-antigène-spécifiques. De nombreuses études ont montré que l'issue clinique de nombreuses maladies infectieuses auto-immunes ou malignes semble être influencée par l'équilibre global de la production (profils) des cytokines pro-inflammatoires et anti-inflammatoires. Par conséquent, la détermination des profils de cytokines dans l'étude des tonsilles palatines fournit des informations clefs pour une analyse plus approfondie de la cause et des mécanismes sous-jacents de ces troubles, ainsi que sur le rôle et les interactions possibles entre les lymphocytes T et B et d'autres cellules immunocompétentes.
Le réseau des cytokines représente un système régulatoire très sophistiqué et polyvalent, qui est essentiel au système immunitaire pour surmonter les diverses stratégies de défense des micro-organismes. Selon plusieurs études, les cytokines Th1 et Th2 et l'ARNm des cytokines sont, simultanément, détectables lors d'une hypertrophie des tonsilles palatines ou d'une tonsillite récurrente. Elles ont montré que la tonsille palatine humaine est un organe immunologique actif contenant un large éventail de cellules productrices de cytokines. Les cellules Th1 et Th2 sont toutes deux impliqués dans la physiopathologie des hypertrophies des tonsilles palatines et des tonsillites récurrentes. En effet, les tonsilles palatines humaines abritent, en permanence, des antigènes microbiens, même lorsque le sujet est asymptomatique de l'infection en cours. Ce peut également être un effet de l'ontogenèse du système immunitaire.

## Évolution
Les tonsilles palatines se développent au cours du vieillissement du sujet, de 4 à 16 ans, avant de s'atrophier progressivement.

## Pathologies
La tonsille palatine est un site où se concentrent les infections potentielles et c'est l'un des principaux tissus immunocompétents de l'oropharynx. La pathogenèse des maladies infectieuses et inflammatoires dans les tonsilles palatines a, très probablement, son origine dans leur localisation anatomique et leur fonction intrinsèque, en tant qu'organe de l'immunité, traitant des matières infectieuses et autres antigènes, puis devenant, paradoxalement, un foyer d'infection ou d'inflammation, notamment à cause des streptocoques. Aucune théorie de la pathogenèse n'est cependant encore généralement acceptée. L'infection virale avec invasion bactérienne secondaire peut être un mécanisme de mise en place de maladie chronique, mais les effets de l'environnement, les facteurs liés à l'hôte, l'usage répandu des antibiotiques, des considérations écologiques ou l'alimentation peuvent tous jouer un rôle. La majorité des tonsillites est d'origine virale.

### Tonsillite

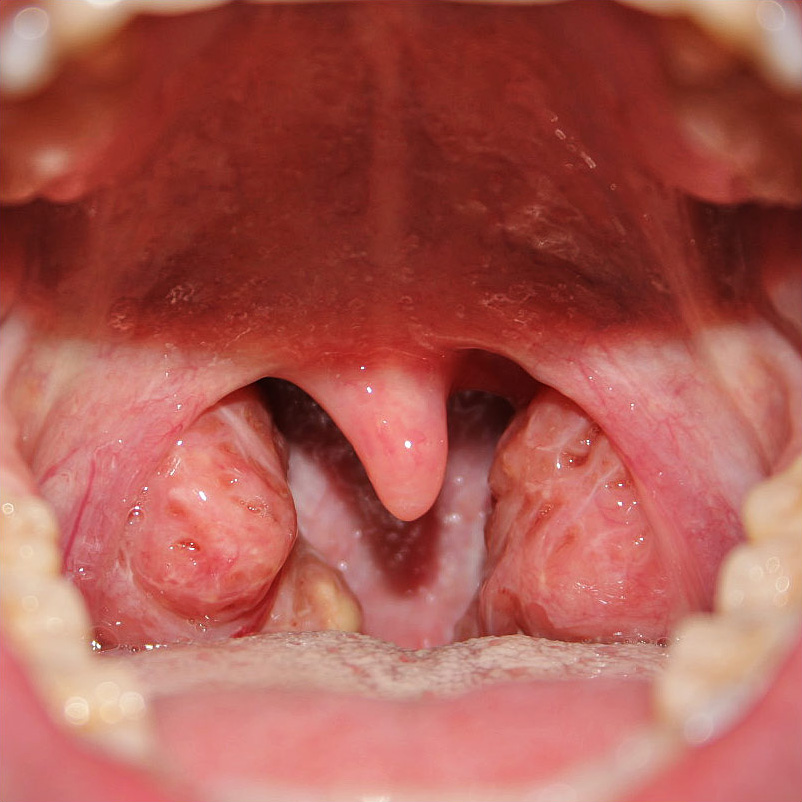
Tonsilles palatines inflammées et dilatées.

La tonsillite (souvent appelée « amygdalite » ou « angine ») est une inflammation des tonsilles. Dans la plupart des cas, des virus sont responsables de ce qui est communément appelé rhume avec mal de gorge. Parmi les virus les plus courants, celui d'Epstein-Barr (virus de la mononucléose infectieuse). Aucun traitement spécifique n'est possible. Dans le cas d'une affection bactérienne (infection par Streptococcus, par exemple), un traitement antibiotique peut être nécessaire.
Une angina tonsillaris peut être une infection localisée ou le symptôme de maladies systémiques (diphtérie, scarlatine, fièvre typhoïde, syphilis). Ces dernières affectent d'autres tonsilles de l'anneau pharyngien.
Chez les enfants, les tonsilles palatines sont des sites communs d'infections qui peuvent donner lieu à une tonsillite aiguë ou chronique. Cependant, c'est encore une question ouverte de savoir si l'hypertrophie des tonsilles palatines est aussi causée par une infection persistante.

#### Symptômes
La dilatation inflammatoire des tonsilles palatines resserre la gorge, provoquant mal de gorge et difficulté à avaler,,. Parfois, la gorge est sèche et l'inflammation s'accompagne de fièvre. Celle-ci est courante lors d'infections bactériennes. Les tonsilles palatines peuvent être rouges ou recouvertes d'un enduit blanc ou jaune. Les autres symptômes de la tonsillite peuvent inclure des ganglions lymphatiques enflés dans le cou.

#### Diagnostic
Le titre antistreptolysine (TAS) est déterminé en prélevant une petite quantité de sang. C'est, de loin, le critère le plus important pour évaluer la présence, dans le sang, d'anticorps produits par les lymphocytes contre le streptocoque bêta-hémolytique, le germe le plus dangereux. Des valeurs élevées et variables de ce titre (plus de 200 u) montrent que l'infection est présente.
La culture du mucus de la gorge et des tonsilles palatines, avec antibiogramme, s'effectue en prélevant une petite quantité de mucus à la surface des tonsilles et du pharynx. C'est absolument indolore et peut révéler, en quelques minutes, la présence de germes dans l'oro-pharynx (test rapide). On peut effectuer un test qui évalue la sensibilité aux antibiotiques des germes détectés (antibiogramme). Si le résultat du test est souvent positif pour le streptocoque bêta-hémolytique, la chirurgie est recommandée.
La vitesse de sédimentation est déterminée à partir d'un prélèvement sanguin et est un indice de l'inflammation. Des valeurs élevées de la vitesse de sédimentation (supérieures à  20), en particulier lorsqu'elles sont associées avec des fluctuations du TAS, sont une indication forte en faveur de la tonsillectomie.

#### Tonsillite aiguë
La tonsillite aiguë est la manifestation la plus courante d'une affection des tonsilles palatines. Elle est associée à des maux de gorge, de la fièvre et des difficultés à avaler. Les tonsilles palatines peuvent apparaître de taille normale ou être enflées, mais sont habituellement érythémateuses. Souvent, mais pas toujours, les exsudats peuvent être observés. Ces signes et ces symptômes ne sont pas tous présents chez tous les patients. La tonsillite aigüe est fréquente chez les enfants, avant l'âge de dix ans, et devient moins courante avec le vieillissement.

#### Tonsillite récurrente

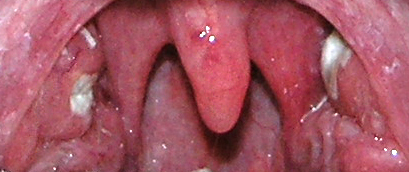
Inflammation purulente des tonsilles palatines.

L'infection récurrente est définie, de façon variable, par la succession de quatre à sept épisodes de tonsillite aiguë en un an, de cinq épisodes pour deux années consécutives ou de trois épisodes par an pendant 3 années consécutives.

#### Complications

##### Chez l'enfant
Parmi les complications possibles des tonsillites, on peut noter des infections répétées de l'oreille : otite séromuqueuse, catarrhe tubaire, otites moyennes aiguës, perforation du tympan avec des lésions auditives permanentes. On trouve également des troubles graves du sommeil, du ronflement jusqu'à l'apnée du sommeil (blocage de la respiration), qui sont responsables de difficultés de concentration, d'irritabilité, de faiblesse, de troubles de la croissance et de troubles cardiaques. On observe aussi des anomalies dentaires (malocclusion, palais ogival, encombrement dentaire) et des anomalies de la croissance de la face (micrognathie de la mandibule, qui sera corrigé avec l'orthodontie ou par la chirurgie).
Les complications les plus graves sont des arrêts ou des retards dans la croissance, du rhumatisme articulaire aigu (RAA, maladie grave touchant tout l'organisme, qui affecte les articulations et le cœur) ou des glomérulonéphrites (infection aiguë des reins, qui, dans de rares cas, peut aussi conduire à une insuffisance rénale sévère).

##### Chez l'adulte
Chez l'adulte, il peut y avoir les mêmes complications que pour l'enfant, mais en plus grave (rhumatisme articulaire, cardite, néphrite). D'autres complications graves, qui peuvent survenir chez les adultes, sont les abcès péri-tonsillaires, dans lesquels l'infection se propage en profondeur à partir des tonsilles palatines, en formant un amas de pus dans les tonsilles et la paroi pharyngée. Ces abcès doivent toujours être évacués en urgence chirurgicale. La complication la plus grave, et qui peut être mortelle, est la septicémie, lorsque l'infection se propage, par le sang, dans tout le corps.

### Hypertrophie
L'hypertrophie des tonsilles palatines est la dilatation des tonsilles palatines. Le diagnostic d'hypertrophie des tonsilles palatines est porté lorsque la distance entre les deux tonsilles est inférieure à 1 cm. L'hypertrophie asymptomatique des tonsilles palatines est fréquente chez l'enfant. L'hypertrophie peut être aiguë ou chronique.
L'hypertrophie est, généralement, bilatérale. Une hypertrophie unilatérale doit faire suspecter l'existence d'un lymphome.

#### Symptômes
Les patients présentent divers degrés de troubles du sommeil, qui peuvent inclure des symptômes de ronflements bruyants, de respiration irrégulière, de suffocation et de toux nocturnes, d'éveils fréquents, d'apnée du sommeil, de dysphagie et/ou d'hypersomnolence diurne. Ceux-ci peuvent conduire à des changements de comportement ou d'humeur chez les patients. La dyspnée due à l’hypertrophie des tonsilles palatines est une dyspnée inspiratoire avec tirage sous-maxillaire.
D'autres symptômes sont les céphalées matinales, des sueurs nocturnes, des bavages laissant des traces sur l’oreiller, ainsi que l'énurésie.

#### Causes
L’étiopathogénie de l’hypertrophie tonsillaire n’est pas claire. Un faisceau d’arguments suggère que des proliférations lymphocytaires mal contrôlées en réponse à des antigènes jouent un rôle. Les deux hypothèses les plus en vogue actuellement sont l’effet délétère de la pollution et un état inﬂammatoire des voies aériennes supérieures.
L’hypertrophie tonsillaire aiguë est toujours contemporaine d’une tonsillite. Cette augmentation de volume est habituellement limitée et asymptomatique, mais elle peut être extrêmement importante au cours de certaines tonsillites, et, plus particulièrement, lors de mononucléoses infectieuses. Ces tonsillites ne sont pas seulement dysphagiantes, mais aussi dyspnéisantes.
En revanche, les causes de l’hypertrophie chronique des tonsilles palatines ne sont pas encore élucidées. Il s’agit d’une pathologie assez récente, puisque les publications sur le sujet ont commencé dans les années 1970. Les auteurs ont rapidement remarqué que l’hypertrophie tonsillaire ne touche pratiquement que des enfants de moins de cinq ans, habituellement bien portants et faisant peu ou pas de tonsillites. Diverses hypothèses ont été évoquées, puis rejetées. C’est ainsi que la cause n’est pas microbienne : la charge bactérienne et le type de bactéries retrouvées en surface et dans le centre des tonsilles palatines sont les mêmes, que les tonsilles aient été retirées pour tonsillites récidivantes ou pour hypertrophie tonsillaire symptomatique. La résistance aux antibiotiques des germes mise en évidence est également la même. L’allergie a été innocentée : l’allergie respiratoire ne prédispose pas à l’hypertrophie tonsillaire chronique. Les enfants qui ont une hypertrophie tonsillaire n’ont pas de déﬁcit immunitaire particulier. Les deux hypothèses actuelles sont la pollution et l’inﬂammation locale. L’hypertrophie tonsillaire existe partout dans le monde, dans tous les pays, sous tous les climats.
C’est un phénomène récent et de plus en plus fréquent, or la pollution est de plus en plus importante. Par ailleurs, certains auteurs ont pu reproduire l’hypertrophie tonsillaire sur un modèle animal, en faisant respirer à ces animaux de l’air pollué. En ce qui concerne le rôle de l’inﬂammation dans l’hypertrophie tonsillaire, elle a été suspectée sur des études anatomiques et lors de dosage de médiateurs de l’inﬂammation, plus élevés en cas d’hypertrophie qu’en cas de tonsillites récidivantes. Récemment, certains auteurs ont obtenu une diminution signiﬁcative et durable du volume tonsillaire, chez certains enfants, avec un antileucotriène administré pendant 12 semaines de suite.
L'infection par le virus de l'immunodéficience humaine (HIV) est également une cause possible d'hypertrophie des tonsilles palatines.

#### Examens
Une polysomnographie est nécessaire, afin de déterminer dans quelle mesure les symptômes perturbent le sommeil. Un enregistrement de la saturation cutanée en dioxygène peut également apporter des renseignements utiles. Dans le cas d'une hypertrophie aigüe, le diagnostic de tonsillite peut être conﬁrmé par des examens complémentaires (numération de formule sanguine et test de la mononucléose infectieuse, chez les grands enfants, sérologie chez les plus petits, où ce dernier test peut être pris en défaut).

#### Traitement et évolution
Les formes aiguës régressent avec la guérison de la tonsillite qui en est la cause. En cas de retentissement sur la ventilation, en particulier lors du sommeil, le traitement, dans le cas des formes aiguës, est la corticothérapie, avec un traitement par des stéroïdes, comme la prednisone.
Dans les formes chroniques, en l’absence de traitement chirurgical, l'hypertrophie obstructive des tonsilles palatines se résorbe généralement spontanément au cours de la croissance, grâce à la croissance orofaciale et/ou à la diminution spontanée de la taille des tonsilles, mais dans des délais difﬁciles à préciser. En attendant, il y a, d’une part, une hypooxygénation cérébrale chronique, avec, entre autres, des conséquences sur le plan cognitif, et, d’autre part, une surcharge de travail du cœur droit, avec une hypertrophie ventriculaire droite, d’abord réversible, mais qui peut devenir irréversible. C’est pour éviter ces complications qu’un traitement est proposé dans les formes symptomatiques d’hypertrophie tonsillaire chronique. Cette dernière est, actuellement, l'indication la plus commune pour une tonsillectomie. Cette intervention n’a aucune conséquence immunoallergique, même chez les très jeunes enfants. Elle résout les problèmes dans 75 à 85 % des cas. Les échecs sont dus à des facteurs associés, qu’il faut analyser et traiter par ailleurs (rhinite allergique, hypotonie du carrefour pharyngolaryngé...). La tonsillectomie peut tout à fait être pratiquée chez des enfants de moins de cinq ans.
Les corticoïdes ne permettent pas d’obtenir une réduction durable du volume tonsillaire. À signaler que certains auteurs obtiennent des résultats intéressants avec une prescription orale d’anti-leucotriène, pour les hypertrophies avec un index d’apnée—hypopnée compris entre 1 et 5 h−1. Ces résultats demandent à être validés sur de plus grandes séries.

### Phlegmon
Les abcès péri-tonsillaires sont des poches de pus voisines de la tonsille palatine, créées par des infections. Ils poussent la tonsille du côté opposé et doivent être traités en urgence. Il faut rompre, à la sonde cannelée, l'adhérence de la tonsille palatine à l’arc palatoglossal, pour donner, sans danger, issue au pus.

### Tonsillolithe
Les cryptes tonsillaires fournissent souvent un environnement accueillant pour les bactéries, qui peuvent former des colonies bactériennes solidifiées, « bouchons » ou « pierres », dans les cryptes. En particulier, les malades chroniques de sinusite ou d'écoulement nasal postérieur souffrent fréquemment de ces proliférations de bactéries dans les cryptes des tonsilles. Ces petits bouchons blanchâtres, appelés « caseum », ou, parfois, « pierres d'amygdale », ont une odeur fétide et peuvent contribuer à la mauvaise haleine. En outre, ils peuvent obstruer l'écoulement normal du pus provenant des cryptes et peuvent irriter la gorge (les patients souffrant de pierres d'amygdale peuvent se plaindre de la sensation que quelque chose est coincé dans leur gorge). Les pierres d'amygdale, ou tonsillolithes, sont formées lorsque les débris piégés dans les cryptes durcissent ou se calcifient. Ceci tend à se produire plus souvent chez les personnes qui souffrent d'une inflammation chronique des tonsilles palatines ou d'épisodes répétés de tonsillite. Alors que beaucoup de gens ont de petites tonsillolithes, qui se développent dans leurs tonsilles palatines, il est assez rare d'avoir une tonsillolithe de grande taille et solidifiée. La plupart des tonsillolithes a des dimensions de l'ordre du millimètre, mais certaines peuvent atteindre 2,5 cm. Le nombre de patients souffrant de tonsillolithe augmente en même temps que diminue la fréquence des tonsillectomies.

#### Symptômes
Beaucoup de petites tonsillolithes ne provoquent aucun symptôme perceptible. Même lorsqu'elles sont grandes, certaines tonsillolithes ne sont découvertes que fortuitement, par examen aux rayons X ou par tomodensitométrie. Certaines tonsillolithes de grande taille peuvent cependant produire de multiples symptômes.

##### Mauvaise haleine
L'un des principaux indicateurs de la tonsillolithe est une très mauvaise haleine, ou halitose, qui accompagne une infection des tonsilles palatines. Une étude portant sur des patients atteints d'une forme de tonsillite chronique a utilisé un test spécial pour déterminer si des composés soufrés volatils sont contenus dans le souffle des sujets. La présence de ces composés malodorants fournit une indication objective de la mauvaise haleine. Les chercheurs ont constaté que 75 % des gens qui avaient des concentrations anormalement élevées de ces composés avaient également des tonsillolithes. D'autres chercheurs ont suggéré de prendre en compte les tonsillolithes dans des situations où la cause de la mauvaise haleine est douteuse.

##### Mal de gorge
Quand tonsillolithe et tonsillite se produisent simultanément, il peut être difficile de déterminer si la douleur dans la gorge est causée par l'infection ou la tonsillolithe. La présence d'une tonsillolithe seule peut, cependant, amener à ressentir de la douleur ou de l'inconfort dans la région où elle est déposée.

##### Débris blancs
Quelques tonsillolithes sont visibles à l'arrière de la gorge sous la forme de boules de matière solide blanche. Ce n'est pas toujours le cas. Souvent, elles sont cachées dans les plis des tonsilles palatines. Dans ces cas, elles ne peuvent être détectées qu'à l'aide de techniques d'exploration comme la tomodensitométrie ou l'imagerie par résonance magnétique.

##### Difficulté à avaler
Selon l'emplacement ou la taille de la tonsillolithe, il peut être difficile ou douloureux d'avaler des aliments ou des liquides.

##### Douleurs d'oreille
Les tonsillolithes peuvent se développer n'importe où dans la tonsille palatine. En raison de voies nerveuses partagées, elles peuvent conduire un patient à ressentir une douleur dans l'oreille, même si la tonsillolithe elle-même ne touche pas l'oreille.

##### Gonflement de la tonsille palatine
Lorsque les débris recueillis dans les cryptes durcissent et forment une tonsillolithe, l'inflammation peut causer un gonflement ou une dilatation de la tonsille palatine.

#### Traitement
Les tonsillolithes peuvent  être éliminées par cryptolyse, souvent à l'aide de lasers. L'utilisation de bains de bouche non alcoolisés est également préconisée.

### Cancer
Les cancers des tonsilles palatines sont rares, bien que celles-ci soient les tonsilles les plus susceptibles d'en être atteintes. Ils nécessitent, cependant, un dépistage précoce et un traitement vigoureux. L'ablation de la tonsille palatine peut être nécessaire.
Il existe deux types de cancer qui touchent les tonsilles palatines : le carcinome spinocellulaire (épidermoïde) (85 % des cas) et le lymphome malin (15 % des cas). Le cancer des tonsilles palatines est considéré comme une forme de cancer de l'oropharynx ou de cancer oral. Il est plus mortel que la plupart des autres cancers de la gorge et de la bouche, mais beaucoup de gens sont en mesure de le vaincre, surtout s'il est pris dès le début. Cependant, la découverte est souvent tardive, après apparition de dysphagie, otalgie réflexe ou trismus. Elle fait souvent suite à la découverte d'une adénopathie cervicale jugulocarotidienne volumineuse et kystisée.

#### Symptômes
Les symptômes du cancer des tonsilles palatines sont très semblables aux symptômes de la tonsillite streptococcique unilatérale traînante non fébrile. Cependant, celle-ci est plus fréquente chez les enfants âgés de 5 à 15 ans, alors que le cancer des tonsilles palatines affecte le plus souvent les personnes de plus de 50 ans. Les symptômes les plus courants sont :
- plaies, qui ne guérissent pas, à l'arrière de la bouche ou de la gorge ;
- dilatation dyssymétrique des tonsilles palatines (l'une est beaucoup plus grosse que l'autre) ;
- douleurs persistantes dans la bouche ;
- maux d'oreille ;
- difficulté à déglutir et/ou douleurs lors de la déglutition ;
- douleur en mangeant des agrumes ;
- ganglions dans le cou ;
- douleurs au cou ;
- mal de gorge persistant ;
- salive teintée de sang ;
- mauvaise haleine.

#### Facteurs de risque
Certaines personnes sont plus susceptibles d'avoir un cancer des tonsilles palatines, en raison de choix de style de vie ou d'autres circonstances. Elles sont plus susceptible de développer un cancer des tonsilles palatines si elles boivent de l'éthanol ou fument du tabac, si elles sont infectées par le papillomavirus humain (HPV) ou le virus de l'immunodéficience humaine (HIV), ou si elles sont âgées de 50 ans ou plus (bien que le cancer des tonsilles palatines puisse survenir à tout âge). Elles sont également plus susceptibles d'avoir un cancer des tonsilles palatines si ce sont des hommes ou si elles ont subi une transplantation d'organe.

##### Lien avec le papillomavirus humain (HPV)
Il y a eu une augmentation des cancers de la tête et du cou, au cours de la décennie 2000, en raison de l'infection par le papillomavirus humain (HPV). C'est le même virus qui cause le cancer du col de l'utérus. Au siècle précédent, les cancers de la tête et du cou étaient plus rare et généralement causés par l'utilisation du tabac à chiquer, par le tabagisme excessif et par la consommation de boissons alcoolisées, mais, entre 1984 et 2004, le nombre de cancers de la tête et du cou, causés par le papillomavirus humain, a triplé. En 2004, environ 70 % des cancers de la tête et du cou ont été causées par le papillomavirus humain. Les chercheurs croient que le virus se transmet lors de rapports sexuels oraux non protégés.
Les tumeurs malignes HPV-positives sont beaucoup plus sensibles au traitement que les autres cancers de la tête et du cou. Alors que la prévalence des cancers HPV-positifs a augmenté, celle d'autres types de cancers de la tête et du cou a diminué. Par ailleurs, il y a des vaccins disponibles contre le papillomavirus humain et sa transmission peut être évitée en utilisant des préservatifs, lors des rapports sexuels.

#### Diagnostic
Différents outils sont utilisés pour le diagnostic du cancer des tonsilles palatines. La première étape de ce processus est d'obtenir un historique précis de la santé du patient. La palpation endobuccale met en évidence l'induration caractéristique de la tonsille palatine. Après cela, le médecin pratique un ou plusieurs des tests suivants :
- examen microscopique et biopsie des cellules de la tonsille palatine, après prélèvement, avec une aiguille fine, d'une petite quantité de tissu sur les tonsilles palatines ;
- analyses de sang ;
- radiographies ;
- imagerie par résonance magnétique (IRM) ;
- examen par tomographie à émission de positons (PET).

#### Classification
La classification des cancers en quatre étapes permet aux professionnels de la santé d'indiquer, d'une manière claire et concise, dans quelle mesure le cancer a progressé :
- étape I : la tumeur est petite (moins de 2 cm), est confinée à une région et ne s'est pas propagée aux ganglions lymphatiques avoisinants ;
- phase II : la tumeur mesure entre 2 et 4 cm, mais ne s'est pas propagée ;
- étape III : la tumeur est supérieure à 4 cm et s'est propagée à un ganglion lymphatique situé du même côté du cou que la tumeur. Le ganglion lymphatique mesure 3 cm ou moins ;
- étape IV : c'est l'étape la plus compliquée, avec le plus mauvais pronostic. Pour le cancer des tonsilles palatines de stade IV, l'un des cas suivants peut se produire :
  - le cancer s'est propagé aux régions avoisinantes de la gorge ou de la bouche et/ou à plus d'un ganglion lymphatique,
  - il s'est propagé à un ganglion lymphatique qui mesure plus de 6 cm,
  - il s'est propagé à un ganglion lymphatique du côté du cou opposé à la tumeur,
  - le cancer s'est propagé à d'autres parties du corps.

#### Traitement
La nature du traitement dépend du stade atteint par le cancer des tonsilles palatines et de son type. En général, trois types de traitements sont utilisés.

##### Chirurgie
La plupart des patients nécessite un acte chirurgical pour enlever les tissus cancéreux. Certaines personnes, qui ont un cancer de stade I ou II, peuvent ne pas avoir besoin d'autre traitement, bien que la radiothérapie puisse être recommandée, car une seule cellule cancéreuse restante pourrait peut donner naissance à une nouvelle tumeur.

##### Radiothérapie
Après la chirurgie, de nombreux patients subissent une radiothérapie, afin de tuer tout le tissu cancéreux résiduel. Il existe plusieurs types de rayonnements et celui qui est utilisé dépend des situations particulières.

##### Chimiothérapie
Si le patient a un cancer des tonsilles palatines au stade III ou IV, il aura probablement besoin d'une chimiothérapie. Un nouveau traitement appelé chimiothérapie d'induction est utilisé pour réduire les tumeurs.
La plupart des médecins recommande un traitement chirurgical minime, suivi d'une radiothérapie localisée.

##### Autres
Les professionnels de la santé ont également étudié l'utilisation de l'hyperthermie (échauffement du corps à une température élevée pour tuer les cellules cancéreuses) et les résultats sont prometteurs. D'autres traitements expérimentaux sont disponibles, mais les compagnies d'assurance ne les prennent pas en charge. Ces traitements sont extrêmement coûteux, sauf si le patient participe à une étude en cours.
Il y a aussi de nombreux traitements holistiques, mais dont les résultats ne sont pas scientifiquement prouvés et qui ne présentent aucune garantie de succès. Ils sont offerts partout dans le monde et, bien qu'assez chers, doivent être payés par le patient.

### Tuberculose
La tuberculose des tonsilles palatines est très rare même dans un pays d’endémie tuberculeuse. La dysphagie haute est le principal symptôme. L’examen montre une hypertrophie tonsillaire chez tous les patients, avec des ulcérations chez la majorité d’entre eux. L’évolution sous traitement anti-bacillaire, d'une durée de 6 à 9 mois, est souvent favorable, avec un recul moyen de 13 mois. La récidive est exceptionnelle.

## Ablation

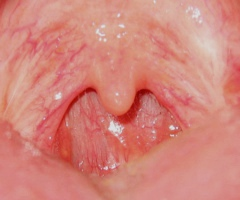
La gorge après l'ablation des tonsilles palatines (tonsillectomie).

La tonsillectomie, ou amygdalectomie (appelée aussi couramment opération des amygdales), est une ablation chirurgicale des tonsilles palatines. Elle peut être nécessaire, en cas d'inflammation suppurative récurrente ou d'infection purulente aiguë (abcès). L'ablation partielle est une tonsillotomie.
Une tonsillectomie, combinée avec une adénoïdectomie, a un effet profondément néfaste sur la réponse locale des IgA, contre le poliovirus, dans le liquide du nasopharynx. Ces observations immunologiques concordent avec l'augmentation de l'incidence de la paralysie poliomyélitique après cette opération.
La tonsillectomie est une des opérations les plus courantes effectuées sur les grands enfants. Elle est effectuée au laser ou avec des ciseaux. Les indications de l'opération ont été compliquées par la controverse sur les avantages de la suppression d'un tissu chroniquement infecté et le préjudice éventuel causé par l'élimination d'un tissu immuno-inducteur important. L'information nécessaire pour prendre une décision rationnelle résolvant cette controverse pourrait être obtenue par la compréhension du potentiel immunologique des tonsilles palatines normales et en comparant ces fonctions avec les changements qui se produisent dans les homologues affectées de maladies chroniques.
Souvent, réalisée en collaboration avec le retrait de l'adénoïde (une masse de tissu lymphoïde situé derrière les fosses nasales), la tonsillectomie est une intervention chirurgicale mineure qui est généralement bien tolérée. Une convalescence pendant sept à dix jours est habituellement nécessaire.
Très souvent, les enfants souffrant d'énurésie voient le problème disparaître complètement après une tonsillectomie. Les raisons en sont totalement inconnues.

### Historique
La tonsillectomie devient un traitement populaire des infections respiratoires récurrentes au début du XIXe siècle. Aux États-Unis, le nombre d'opérations atteint son maximum entre la fin des années 1950 et les années 1970, où plus d'un million de tonsillectomies sont pratiquées chaque année. Par la suite, ce nombre diminue, à cause du scepticisme croissant de la communauté médicale envers l'utilité de cette opération pour le contrôle des infections. Actuellement (2011), le nombre d'opérations pratiquées aux États-Unis annuellement est de l'ordre de 250 000.

### Complications
Les artères qui irriguent la tonsille palatine peuvent être blessées lors d'une tonsillectomie et provoquer de graves hémorragies. Les artères extracapsulaires saignent en jet, après une tonsillectomie correcte. Les artères intracapsulaires saignent en nappe, après une tonsillectomie incomplète.
De rares complications, telles qu'infection ou saignements de la bouche ou du nez, peuvent se produire après l'acte chirurgical. Les problèmes post-opératoires les plus courants sont les problèmes de déglutition, des vomissements, de la fièvre, des maux de gorge et des douleurs d'oreille.
Parfois, pendant de nombreuses années après l'ablation des tonsilles palatines, le patient ressent une pression, variant de faible à très forte, d'un côté de la bouche, à l'arrière de la gorge  supérieure. Cette pression peut provoquer une toux. Avaler aide à réduire la pression pendant une courte période. Ce pourrait être une forme de syndrome d'Eagle, à savoir une douleur associée à un ligament styloïde long ou un ligament stylo-hyoïdien calcifié. Après une tonsillectomie, un processus styloïde long peut être palpé latéralement, dans la fosse tonsillaire.

## Examens
Les examens cliniques des tonsilles palatines sont :
- l'étude des antécédents médicaux ;
- les examens physiques ;
- les cultures de tissus de la gorge et les tests de détection de la pharyngite streptococcique, utiles pour déterminer les infections de la gorge. Un médecin frotte un coton-tige sur les tonsilles palatines et la gorge et envoie le prélèvement pour les tests[8] ;
- les tests des anticorps sanguins, utiles dans le diagnostic des infections comme la mononucléose[8] ;
- l'étude du sommeil, ou polysomnographie, utile pour déterminer si des troubles du sommeil se produisent en raison de tonsilles palatines enflées.

## Mammifères autres que l'être humain
Chez les chiens et les chats, les tonsilles palatines sont de grande taille et placées dans un sinus tonsillaire. Les porcs n'en possèdent pas. Chez les ruminants et les chevaux, elles sont folliculaires. À la différence de ce qui est observé chez l'être humain, chez les bovins, les cryptes ne débouchent pas directement dans le pharynx, mais dans un sinus tonsillaire qui, à son tour, s’ouvre dans le pharynx.

### Pathologies
Chez les petits ruminants (moutons et chèvres), la présence de l’agent de l’encéphalopathie spongiforme bovine (la protéine prion anormale PrPSc) a été démontrée dans les tonsilles palatines.

## Histoire
La première mention des tonsilles palatines remonte au XVIe siècle. On trouve, chez Ambroise Paré :

« Les tonsilles ou amygdales, lesquelles font la salive pour humecter toute la bouche. »

En 1884, von Waldeyer-Hartz démontre qu'elles font partie d'un anneau de tissu lymphoïde autour du larynx, l'anneau de Waldeyer,.